# Mistrzostwa Świata w Lekkoatletyce 1995 – bieg na 200 m mężczyzn
Bieg na 200 m mężczyzn – jedna z konkurencji rozgrywanych podczas mistrzostw świata w lekkoatletyce w 1995. Eliminacje i ćwierćfinały odbyły się 10 sierpnia, półfinały i finał zaś rozegrano 11 sierpnia.
Do konkursu zgłoszonych zostało 72 zawodników z 49 państw.
Zawody w tej konkurencji wygrał reprezentant Stanów Zjednoczonych Michael Johnson. Drugą pozycję zajął zawodnik z Namibii Frankie Fredericks, trzecią zaś rodak triumfatora Jeff Williams.

## Wyniki

### Eliminacje
Bieg 1
| Miejsce | Zawodnik             | Państwo    | Wynik |
| ------- | -------------------- | ---------- | ----- |
| 1.      | Patrick Stevens      | Belgia     | 20,54 |
| 2.      | Andrew Tynes         | Bahamy     | 20,56 |
| 3.      | Aleksios Aleksopulos | Grecja     | 20,59 |
| 4.      | Kevin Widmer         | Szwajcaria | 20,69 |
| 5.      | Alexander Lack       | Niemcy     | 20,97 |
| 6.      | Benjamin Sirimou     | Kamerun    | 21,42 |
| 7.      | Tawanda Chiwira      | Zimbabwe   | 21,51 |
| –       | Li Xiaoping          | Chiny      | DSQ   |

Bieg 2
| Miejsce | Zawodnik              | Państwo           | Wynik |
| ------- | --------------------- | ----------------- | ----- |
| 1.      | Michael Johnson       | Stany Zjednoczone | 20,57 |
| 2.      | Jean-Charles Trouabal | Francja           | 20,66 |
| 3.      | Charles Gitonga       | Kenia             | 20,72 |
| 4.      | Darren Braithwaite    | Wielka Brytania   | 20,87 |
| 5.      | Erik Wijmeersch       | Belgia            | 21,01 |
| 6.      | Torbjörn Eriksson     | Szwecja           | 21,03 |
| 7.      | Christopher Sayeh     | Liberia           | 23,84 |
| –       | Troy Douglas          | Bermudy           | DSQ   |

Bieg 3
| Miejsce | Zawodnik                   | Państwo           | Wynik |
| ------- | -------------------------- | ----------------- | ----- |
| 1.      | Obadele Thompson           | Barbados          | 20,63 |
| 2.      | Emmanuel Tuffour           | Ghana             | 20,75 |
| 3.      | Ato Boldon                 | Trynidad i Tobago | 20,76 |
| 4.      | Sergejs Inšakovs           | Łotwa             | 20,78 |
| 5.      | Dean Capobianco            | Australia         | 20,88 |
| 6.      | Marcelo Brivilati da Silva | Brazylia          | 21,02 |
| 7.      | Jordi Mayoral              | Hiszpania         | 21,11 |
| 8.      | Antonio Ichiou             | Mariany Północne  | 24,28 |

Bieg 4
| Miejsce | Zawodnik         | Państwo                   | Wynik |
| ------- | ---------------- | ------------------------- | ----- |
| 1.      | Jeff Williams    | Stany Zjednoczone         | 20,56 |
| 2.      | David Dollé      | Szwajcaria                | 20,69 |
| 3.      | Tomas Smbokos    | Grecja                    | 20,71 |
| 4.      | Mark Keddell     | Nowa Zelandia             | 20,81 |
| 5.      | Robert Maćkowiak | Polska                    | 20,83 |
| 6.      | Peter Ogilvie    | Kanada                    | 21,18 |
| 7.      | Eswort Coombs    | Saint Vincent i Grenadyny | 21,27 |
| 8.      | Martin Frick     | Liechtenstein             | 21,89 |

Bieg 5
| Miejsce | Zawodnik             | Państwo           | Wynik |
| ------- | -------------------- | ----------------- | ----- |
| 1.      | Steve Brimacombe     | Australia         | 20,74 |
| 2.      | Geir Moen            | Norwegia          | 20,80 |
| 3.      | Koji Itō             | Japonia           | 20,80 |
| 4.      | Riaan Dempers        | Południowa Afryka | 20,97 |
| 5.      | Aleksandr Goriemykin | Rosja             | 21,17 |
| 6.      | Alain Reimann        | Szwajcaria        | 21,28 |
| 7.      | Ricardo Roach        | Chile             | 21,65 |
| 8.      | Trevor Davis         | Anguilla          | 22,03 |

Bieg 6
| Miejsce | Zawodnik               | Państwo         | Wynik |
| ------- | ---------------------- | --------------- | ----- |
| 1.      | Damien Marsh           | Australia       | 20,65 |
| 2.      | John Regis             | Wielka Brytania | 20,78 |
| 3.      | Lars Hedner            | Szwecja         | 20,85 |
| 4.      | Joseph Loua            | Gwinea          | 21,06 |
| 5.      | Huang Danwei           | Chiny           | 21,16 |
| 6.      | Justice Dipeba         | Botswana        | 21,17 |
| –       | Jeorjos Panajiotopulos | Grecja          | DSQ   |
| –       | Deji Aliu              | Nigeria         | DNS   |

Bieg 7
| Miejsce | Zawodnik           | Państwo         | Wynik |
| ------- | ------------------ | --------------- | ----- |
| 1.      | Claudinei da Silva | Brazylia        | 20,44 |
| 2.      | Solomon Wariso     | Wielka Brytania | 20,51 |
| 3.      | Iván García        | Kuba            | 20,70 |
| 4.      | Serhij Osowycz     | Ukraina         | 20,70 |
| 5.      | Francisco Navarro  | Hiszpania       | 20,88 |
| 6.      | Boevi Lawson       | Togo            | 21,06 |
| 7.      | Jun Osakada        | Japonia         | 21,25 |
| 8.      | Brahim Abdoulaye   | Czad            | 21,86 |

Bieg 8
| Miejsce | Zawodnik          | Państwo             | Wynik |
| ------- | ----------------- | ------------------- | ----- |
| 1.      | Robson da Silva   | Brazylia            | 20,53 |
| 2.      | Robert Kurnicki   | Niemcy              | 20,61 |
| 3.      | Ray Stewart       | Jamajka             | 20,83 |
| 4.      | Carlos Gats       | Argentyna           | 21,02 |
| 5.      | Daniel Cojocaru   | Rumunia             | 21,09 |
| 6.      | Kurvin Wallace    | Saint Kitts i Nevis | 21,29 |
| 7.      | Antoine Boussombo | Gabon               | 21,32 |
| –       | Olapade Adeniken  | Nigeria             | DNS   |

Bieg 9
| Miejsce | Zawodnik            | Państwo                              | Wynik |
| ------- | ------------------- | ------------------------------------ | ----- |
| 1.      | Frankie Fredericks  | Namibia                              | 20,73 |
| 2.      | Chris Donaldson     | Nowa Zelandia                        | 20,75 |
| 3.      | Neil de Silva       | Trynidad i Tobago                    | 20,77 |
| 4.      | Kevin Little        | Stany Zjednoczone                    | 20,80 |
| 5.      | Marc Blume          | Niemcy                               | 20,86 |
| 6.      | Miguel Janssen      | Aruba                                | 21,31 |
| 7.      | Keith Smith         | Wyspy Dziewicze Stanów Zjednoczonych | 21,63 |
| –       | Władysław Dołohodin | Ukraina                              | DNF   |

### Ćwierćfinały
Bieg 1
| Miejsce | Zawodnik             | Państwo           | Wynik |
| ------- | -------------------- | ----------------- | ----- |
| 1.      | Michael Johnson      | Stany Zjednoczone | 20,35 |
| 2.      | Patrick Stevens      | Belgia            | 20,41 |
| 3.      | Andrew Tynes         | Bahamy            | 20,49 |
| 4.      | Aleksios Aleksopulos | Grecja            | 20,57 |
| 5.      | David Dollé          | Szwajcaria        | 20,84 |
| 6.      | Lars Hedner          | Szwecja           | 20,87 |
| 7.      | Charles Gitonga      | Kenia             | 20,90 |
| 8.      | Mark Keddell         | Nowa Zelandia     | 40,08 |

Bieg 2
| Miejsce | Zawodnik              | Państwo           | Wynik |
| ------- | --------------------- | ----------------- | ----- |
| 1.      | Jeff Williams         | Stany Zjednoczone | 20,36 |
| 2.      | Iván García           | Kuba              | 20,52 |
| 3.      | Obadele Thompson      | Barbados          | 20,57 |
| 4.      | Jean-Charles Trouabal | Francja           | 20,60 |
| 5.      | Robert Kurnicki       | Niemcy            | 20,67 |
| 6.      | Kevin Widmer          | Szwajcaria        | 20,74 |
| 7.      | Serhij Osowycz        | Ukraina           | 21,00 |
| –       | Tomas Smbokos         | Grecja            | DSQ   |

Bieg 3
| Miejsce | Zawodnik           | Państwo           | Wynik |
| ------- | ------------------ | ----------------- | ----- |
| 1.      | Frankie Fredericks | Namibia           | 20,26 |
| 2.      | Claudinei da Silva | Brazylia          | 20,35 |
| 3.      | John Regis         | Wielka Brytania   | 20,51 |
| 4.      | Steve Brimacombe   | Australia         | 20,52 |
| 5.      | Sergejs Inšakovs   | Łotwa             | 20,73 |
| 6.      | Koji Itō           | Japonia           | 20,80 |
| 7.      | Chris Donaldson    | Nowa Zelandia     | 20,82 |
| 8.      | Neil de Silva      | Trynidad i Tobago | 21,01 |

Bieg 4
| Miejsce | Zawodnik         | Państwo           | Wynik |
| ------- | ---------------- | ----------------- | ----- |
| 1.      | Robson da Silva  | Brazylia          | 20,33 |
| 2.      | Geir Moen        | Norwegia          | 20,37 |
| 3.      | Damien Marsh     | Australia         | 20,49 |
| 4.      | Solomon Wariso   | Wielka Brytania   | 20,55 |
| 5.      | Kevin Little     | Stany Zjednoczone | 20,60 |
| 6.      | Emmanuel Tuffour | Ghana             | 20,61 |
| 7.      | Ato Boldon       | Trynidad i Tobago | 21,81 |
| –       | Ray Stewart      | Jamajka           | DNS   |

### Półfinały
Bieg 1
| Miejsce | Zawodnik              | Państwo           | Wynik |
| ------- | --------------------- | ----------------- | ----- |
| 1.      | Michael Johnson       | Stany Zjednoczone | 20,01 |
| 2.      | Robson da Silva       | Brazylia          | 20,20 |
| 3.      | Geir Moen             | Norwegia          | 20,32 |
| 4.      | John Regis            | Wielka Brytania   | 20,39 |
| 5.      | Damien Marsh          | Australia         | 20,39 |
| 6.      | Jean-Charles Trouabal | Francja           | 20,58 |
| 7.      | Aleksios Aleksopulos  | Grecja            | 20,78 |
| 8.      | Patrick Stevens       | Belgia            | 20,79 |

Bieg 2
| Miejsce | Zawodnik           | Państwo           | Wynik |
| ------- | ------------------ | ----------------- | ----- |
| 1.      | Frankie Fredericks | Namibia           | 20,28 |
| 2.      | Jeff Williams      | Stany Zjednoczone | 20,32 |
| 3.      | Claudinei da Silva | Brazylia          | 20,37 |
| 4.      | Iván García        | Kuba              | 20,45 |
| 5.      | Solomon Wariso     | Wielka Brytania   | 20,58 |
| 6.      | Steve Brimacombe   | Australia         | 20,59 |
| 7.      | Obadele Thompson   | Barbados          | 20,66 |
| 8.      | Andrew Tynes       | Bahamy            | 20,72 |

### Finał
| Miejsce | Zawodnik           | Państwo           | Wynik |
| ------- | ------------------ | ----------------- | ----- |
| 01 !    | Michael Johnson    | Stany Zjednoczone | 19,79 |
| 02 !    | Frankie Fredericks | Namibia           | 20,12 |
| 03 !    | Jeff Williams      | Stany Zjednoczone | 20,18 |
| 4.      | Robson da Silva    | Brazylia          | 20,21 |
| 5.      | Claudinei da Silva | Brazylia          | 20,40 |
| 6.      | Geir Moen          | Norwegia          | 20,51 |
| 7.      | John Regis         | Wielka Brytania   | 20,67 |
| 8.      | Iván García        | Kuba              | 20,77 |